# Дјониђи-Ролини (Алесандрија)
Дјониђи-Ролини је насеље у Италији у округу Алесандрија, региону Пијемонт.
Према процени из 2011. у насељу је живело 68 становника. Насеље се налази на надморској висини од 208 м.